# 染色体転座

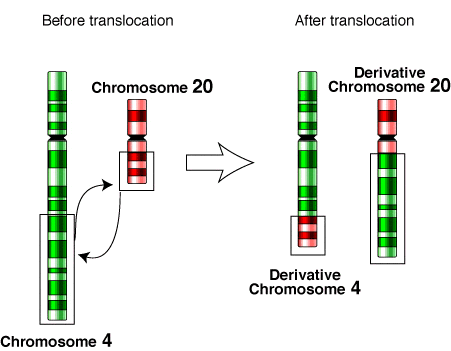
4番染色体と20番染色体の相互転座

遺伝学において染色体転座（せんしょくたいてんざ、英: chromosomal translocation）は、染色体の異常な再配列が引き起こされる現象である。染色体転座には、相互転座（reciprocal translocation）とロバートソン転座（Robertsonian translocation）の2つの主要なタイプが存在する。相互転座は非相同染色体間で一部が交換されることで生じる染色体異常であり、2つの異なる染色体断片が交換される。ロバートソン転座では、2つの非相同染色体が連結される。
転座によって離れていた遺伝子が連結されることで、融合遺伝子が生じる可能性があり、こうした異常は細胞遺伝学的手法や核型分析によって検出される。転座には均衡型（balanced、遺伝子情報が余剰や欠損なく交換され、多くの場合機能は正常である）、不均衡型（unbalanced、遺伝子の余剰または欠損が生じる）がある。

## 相互転座
相互転座は通常は非相同染色体間で起こる物質交換であり、およそ491出生に1人の割合で生じている。出生前診断によって検出される場合があるが、こうした転座は通常無害である。しかし、均衡型相互転座の保因者は不均衡型転座を有する配偶子を形成するリスクが高く、不妊、流産、異常を持つ子の出産へつながる可能性が高くなる。転座を有する可能性のある家族には遺伝カウンセリングや遺伝子診断が行われることが多い。平衡型転座の保因者の大部分は健康でいかなる症状もみられない。
配偶子形成の際に減数分裂のエラーのために生じる染色体転座と、体細胞の細胞分裂の際に有糸分裂のエラーによって生じる転座を区別することは重要である。前者は子孫の全ての細胞での染色体異常につながる。一方で体細胞での転座は、慢性骨髄性白血病におけるフィラデルフィア染色体のように、特定の細胞系統のみで影響が生じる。

## 非相互転座
非相互転座は、ある染色体から他の非相同染色体への一方向の遺伝子の転移を伴う現象である。

## ロバートソン転座
ロバートソン転座は、アクロセントリック染色体のセントロメアやその近傍での切断によって生じる転座のタイプである。断片の相互交換によって、1つの大きなメタセントリック染色体と1つのきわめて小さな染色体が生じる。小さな染色体にはほとんど遺伝子が含まれないため、個体にほとんど影響を与えることなく失われる可能性がある。その結果、ヒトでは核型は45本の染色体しか存在しなくなる。アクロセントリック染色体の短腕に位置するわずかな遺伝子は全てのアクロセントリック染色体で共通であり、またさまざまなコピー数で存在する遺伝子である（核小体形成域）ため、表現型に直接的な影響は生じない。
ロバートソン転座はアクロセントリック染色体のすべての組み合わせで観察されている。ヒトで最も一般的な転座は13番染色体と14番染色体間の転座で、1000出生あたり約0.97人の割合で生じる。ロバートソン転座の保因者にはいかなる表現型の異常もみられないが、流産や子孫の異常につながる非平衡型配偶子を形成するリスクがある。例えば、21番染色体が関与するロバートソン転座の保因者は、ダウン症候群の子供を産むリスクが高い。こうしたダウン症は転座型として知られており、配偶子形成の際の染色体不分離が原因である。父親（1%）よりも母親（10%）から受け継がれるリスクが高い。また14番染色体が関与するロバートソン転座には、トリソミーレスキューによる14番染色体片親性ダイソミーのリスクがわずかに存在する。

## 疾患における役割

さまざまながんやその他の疾患に関与している染色体転座の概要。染色体は標準的な核型の順に並んでいる。略称: ALL - 急性リンパ性白血病、AML - 急性骨髄性白血病、CML - 慢性骨髄性白血病、DFSP - 隆起性皮膚線維肉腫。

転座によって引き起こされるヒトの疾患の一部を挙げる。
- がん: 一部のがんは後天的な転座によって引き起こされ、主に白血病（急性骨髄性白血病や慢性骨髄性白血病）で記載されている。転座はユーイング肉腫などの固形悪性腫瘍でも記載されている。
- 不妊: 両親のどちらかが平衡型転座を保有している場合、親は無症状であるが妊娠した胎児は生存できないことがある。
- ダウン症候群: 症例の少数（5%以下）は21番染色体の長腕と14番染色体の長腕の間のロバートソン転座によって引き起こされている[7]。

性染色体間の染色体転座委は多数の遺伝疾患を引き起こす。例として
- XX-male症候群: SRY遺伝子がY染色体からX染色体へ転座することで引き起こされる。

### 表記法
染色体間の転座の表記には、ISCN（International System for Human Cytogenetic Nomenclature）による表記法が用いられる。t(A;B)(p1;q2) という表記のうち、1つ目の括弧は染色体Aと染色体Bの間の転座であることを表している。2つ目の括弧がある場合、それは染色体A、Bのそれぞれどの位置で転座が生じたのかを表している。pは染色体の短腕、qは染色体の長腕を意味しており、pまたはqの後の数字は、染色体上の位置（染色後の領域、バンド、サブバンドの位置）を示している。詳細はen:Locus (genetics)を参照。

### 例
詳細については各疾患の項を参照。
| 転座                                           | 関係する疾患                                                                      | 融合遺伝子/タンパク質                                             | 融合遺伝子/タンパク質                                                                                          |
| 転座                                           | 関係する疾患                                                                      | First                                                             | Second |
| ---------------------------------------------- | --------------------------------------------------------------------------------- | ----------------------------------------------------------------- | --- |
| t(8;14)(q24;q32)                               | バーキットリンパ腫                                                                | 8番染色体上のc-myc 融合タンパク質にリンパ球増殖活性を付与する     | 14番染色体上のIGH@（免疫グロブリン重鎖遺伝子座） 融合タンパク質の高レベルの転写を誘導する                      |
| t(11;14)(q13;q32)                              | マントル細胞リンパ腫                                                              | 11番染色体上のサイクリンD1 融合タンパク質に細胞増殖活性を付与する | IGH@ |
| t(14;18)(q32;q21)                              | 濾胞性リンパ腫（症例の約90%）                                                     | IGH@                                                              | 18番染色体上のBcl-2 融合タンパク質に抗アポトーシス活性を付与する                                               |
| t(10;(various))(q11;(various))                 | 甲状腺乳頭癌                                                                      | 10番染色体上のRET                                                 | PTCと総称される、いくつかの遺伝子/タンパク質                                                                   |
| t(2;3)(q13;p25)                                | 甲状腺濾胞癌                                                                      | 2番染色体上のPAX8                                                 | 3番染色体上のPPARγ1                                                                                            |
| t(8;21)(q22;q22)                               | 急性骨髄性白血病（AML）分化型（M2）                                               | 8番染色体上のETO                                                  | 21番染色体上のAML1 AMLの新規症例の約7%に見つかり、予後が良く、シタラビン療法に良好な反応を示すことが予想される |
| t(9;22)(q34;q11) フィラデルフィア染色体        | 慢性骨髄性白血病（CML）、急性リンパ性白血病（ALL）                                | 9番染色体上のABL1                                                 | 22番染色体上のBCR                                                                                              |
| t(15;17)(q22;q21)                              | 急性前骨髄球性白血病                                                              | 15番染色体上のPML                                                 | 17番染色体上のRAR-α PML-RARA転写産物の持続的な検出は、再発の強い予測因子である                                 |
| t(12;15)(p13;q25)                              | AML、先天性線維肉腫、乳腺分泌癌、唾液腺の乳腺類似分泌癌、中胚葉性腎腫の細胞型亜型 | 12番染色体上のTEL                                                 | 15番染色体上のTrkC                                                                                             |
| t(9;12)(p24;p13)                               | CML、ALL                                                                          | 9番染色体上のJAK2                                                 | TEL |
| t(12;16)(q13;p11)                              | 粘液型脂肪肉腫                                                                    | 12番染色体上のDDIT3（CHOP）                                       | 16番染色体上のFUS                                                                                              |
| t(12;21)(p12;q22)                              | ALL                                                                               | TEL                                                               | AML1 |
| t(11;18)(q21;q21)                              | MALTリンパ腫                                                                      | 11番染色体上のBIRC3（API-2）                                      | 18番染色体上のMALT1                                                                                            |
| t(1;11)(q42.1;q14.3)                           | 統合失調症                                                                        |                                                                   | |
| t(2;5)(p23;q35)                                | 未分化大細胞型リンパ腫                                                            | 2番染色体上のALK                                                  | 5番染色体上のNPM1                                                                                              |
| t(11;22)(q24;q11.2-12)                         | ユーイング肉腫                                                                    | 11番染色体上のFLI1                                                | 22番染色体上のEWS                                                                                              |
| t(17;22)                                       | 隆起性皮膚線維肉腫                                                                | 17番染色体上のコラーゲンI                                         | 22番染色体上のPDGFB                                                                                            |
| t(1;12)(q21;p13)                               | AML                                                                               |                                                                   | |
| t(X;18)(p11.2;q11.2)                           | 滑膜肉腫                                                                          |                                                                   | |
| t(1;19)(q10;p10)                               | 乏突起膠腫と乏突起星細胞腫                                                        |                                                                   | |
| t(17;19)(q22;p13)                              | ALL                                                                               |                                                                   | |
| t(7,16) (q32-34;p11) または t(11,16) (p11;p11) | 低悪性線維粘液肉腫（Low-grade fibromyxoid sarcoma）                               | FUS                                                               | CREB3L2 またはCREB3L1                                                                                          |

## 歴史
1938年、ハーバード大学のカール・サックスは"Chromosome Aberrations Induced by X-rays"（X線によって誘導された染色体異常）と題された論文を発表し、放射線が染色体転座に影響を与え、大きな遺伝的変化を誘導しうることを示した。この論文は放射線細胞学の端緒を開くものであったと考えられており、彼は「放射線細胞学の父」と呼ばれている。